# Bulgária nos Jogos Olímpicos de Verão de 1976
A Bulgária competiu nos Jogos Olímpicos de Verão de 1976, realizados em Montreal, Canadá.